# Центральноамериканський морський шлях

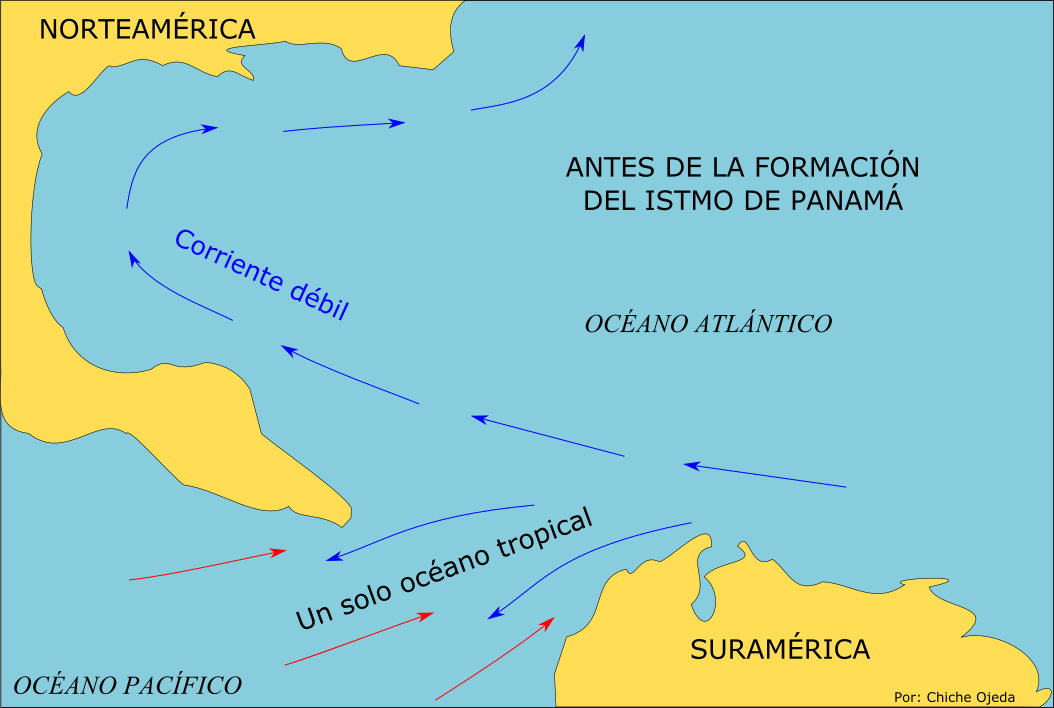
Центральноамериканський морський шлях, що колись відокремлював Північну від Південної Америки

Великий міжамериканський обмін — фауністичний обмін, що відбувся після утворення Панамського перешийка, мосту що з'єднав Північну та Південну Америки. Приведені приклади видів, що мігрували, в обох Америках

Центральноамериканський морський шлях, також відомий як панаманський міжамериканський і протокарибський морський шлях — акваторія, яка колись відокремлювала Північну Америку від Південної Америки. Утворився в мезозої (200—154 млн років тому) під час розпаду надконтиненту Пангея, і закрився, під час утворення Панамського перешийка через вулканічну активність у пізньому пліоцені (2,76—2,54 млн років тому).
Закриття Центральноамериканського морського шляху мало величезний вплив на океанічну циркуляцію та біогеографію прилеглих морів, виділивши багато видів і спричинивши видоутворення та диверсифікацію морської фауни тропічної та субтропічної природи. Надходження багатою поживними речовинами води глибинного тихоокеанського походження до Карибського басейну було заблоковано, тому місцевим видам довелося пристосовуватися до середовища нижчої продуктивності. Ця подія мала ще більший вплив на земне життя. Морський шлях відокремлював Південну Америку майже весь кайнозой, що дозволило розвинутись там унікальній різноманітній фауні ссавців; по закриттю морського шляху, відбувся Великий міжамериканський обмін з Північною Америкою, що призвело до вимирання багатьох місцевих південноамериканських видів.

## Докази
Докази появи Центральноамериканського перешийка та закриття Центральноамериканського морського шляху, можна розділити на три категорії. Перший — це безпосереднє геологічне спостереження за потовщенням кори та підводних відкладень у Центральній Америці. Другий — Великий міжамериканський обмін хребетних між Північною та Південною Америкою, який потребував суцільного сухопутного мосту між суходолами, щоб тварини могли подорожувати. Нарешті, це розвиток відмінностей у морських зборах та їх ізотопних підписах у Карибському басейні від тих, що в Тихому океані Центральноамериканський морський шлях був закритий утворенням Центральноамериканського перешийка — 3,5—5 млн років тому. Закриття Центральноамериканського морського шляху також підтримується еволюцією таксонів з різних сторін Центральноамериканського перешийка разом з різними історіями океанів по обидва боки від перешийка.

## Наслідки
Закриття морського шляху дозволило здійснити велику міграцію наземних ссавців між Північною та Південною Америкою, відомою як Великий міжамериканський обмін. Подія дозволила котячим, псовим, коням, слонам та верблюдам мігрувати з Північної Америки до Південної Америки, тоді як голкошерсти, велетенські лінивці, гліптодонти та Фороракосові здійснювали зворотну міграцію. Існує багато суперечок щодо льодовикового та міжльодовикового клімату у Південній Америці. Дослідження показують, що рослинність у басейні Амазонки від гляціалу змінилася дуже мало, хоча, як вважають, у цей період було більше саван. Закриття морський шлях призвів до різкої зміни циркуляції Північного Атлантичного океану, впливаючи на навколишні атмосферні температури, що своєю чергою вплинуло на льодовиковий цикл. Виникнення перешийка спричинило зміну напрямку Північно-Екваторіальної течії із заходу на північ і посилило силу течії Гольфстрим. Тихоокеанське узбережжя Південної Америки охололо, через припинення надходження теплої води з Карибського моря було припинено. Вважається, що ця подія спричинила вимирання Thalassocnus.
Закриття морського шляху призвело до посилення транспорту солі та тепла до полюса, посилення термохалінної циркуляції Північної Атлантики 2,95—2,82 мільйона років тому, що, своєю чергою, збільшувало подачу вологи до арктичних широт, сприяючи як континентальному зледенінню, так і утворенню пакового льоду, і врешті-решт — до Гелазького гляціалу — четвертинне зледеніння.